# Morcote
Morcote est une commune suisse du canton du Tessin, située dans le district de Lugano. 

## Géographie
La commune se trouve au bord du lac de Lugano, au sud de Lugano à 15 minutes de celle-ci en voiture ou 30 minutes par bateau. Une partie de la limite du territoire communal sur le lac marque la frontière italo-suisse.

## Bâtiments
- Églises dont la Santa Maria del Sasso
- Cimetière à flanc de colline avec de nombreuses tombes d'artistes
- Château en haut de la commune

Le village fait partie depuis 2017 de l'association Les plus beaux villages de Suisse. Il obtient en 2023 le label Meilleurs villages touristiques de l'Organisation mondiale du tourisme.

## Personnalités
- Domenico Rossi (1657-1737), architecte

## Jumelages
Viarmes (France)

## Galerie

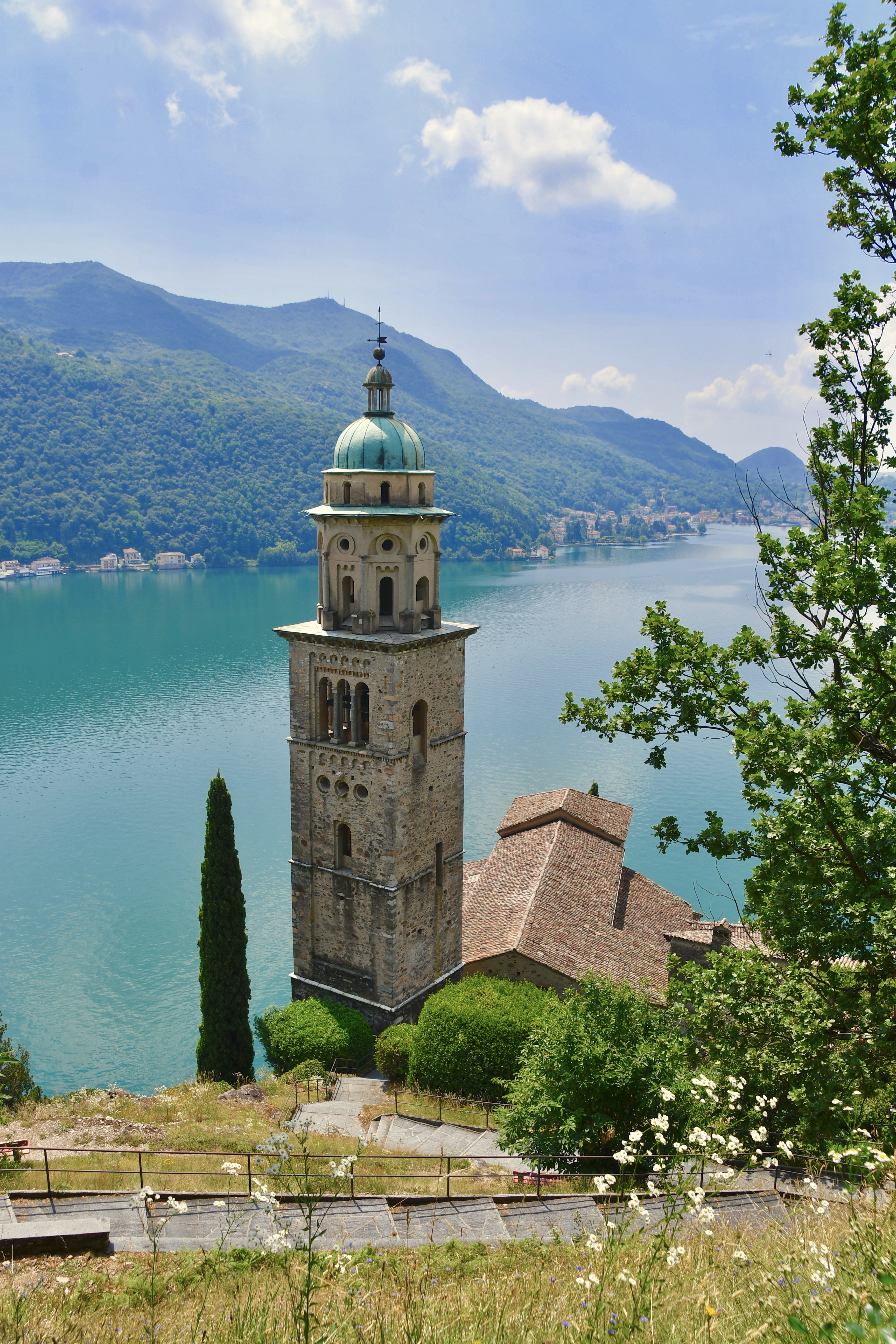
L'église Santa Maria del Sasso.
Vue aérienne de 100 m par Walter Mittelholzer (1929).